# Glen or Glenda
Glen or Glenda is een Amerikaanse film uit 1953 over travestie, geschreven en geregisseerd door Ed Wood. Wood speelt tevens de hoofdrol. Dolores Fuller, Woods toenmalige vriendin, en Béla Lugosi spelen eveneens rollen.
Glen or Glenda  was een exploitatiefilm rond het leven van Christine Jorgensen, maar draaide uiteindelijk uit tot een persoonlijker project rond Woods eigen travestieneigingen. De film is een pleidooi voor tolerantie en acceptatie van travestie en transseksualiteit.
De kwaliteit van de film werd door filmcritici beoordeeld als matig. Desondanks heeft de film een cultstatus.

## Rolverdeling
| Acteur                 | Personage                              |
| ---------------------- | -------------------------------------- |
| Béla Lugosi            | wetenschapper/geest                    |
| Ed Wood                | Glen/Glenda                            |
| Timothy Farrell        | Dr. Alton/verteller                    |
| Dolores Fuller         | Barbara                                |
| 'Tommy' Haynes         | Alan/Anne                              |
| Lyle Talbot            | Inspecteur Warren                      |
| Charlie Crafts         | Johnny                                 |
| Conrad Brooks          | bankier/Reporter/artiest/bebaarde drag |
| William M. A. deOrgler | duivel                                 |